# 가쿠덴역 (아이치현)
가쿠덴역(일본어: 楽田駅, がくでんえき)은 일본 아이치현 이누야마시에 있는 메이테쓰 고마키선의 역이다. 역 번호는 KM02이다.

## 역사
- 1931년 4월 29일: 영업 개시.
- 2003년 3월 27일: 무인화. 매표, 개찰, 정산을 자동화하고 스토어드 페어 시스템 도입.
- 2011년 2월 11일: IC카드 승차권 "manaca" 공용 개시.
- 2012년 2월 29일: 트랜 패스 공용 종료.
- 2013년 2월 16일: 동쪽 개찰구 이용 개시에 따라 구내 건널목이 폐지.

## 역 구조
- 승강장: 상대식 승강장 2면 2선의 지상역이자 무인역이다.
- 개찰구: 2곳 있다. 상하행 승강장, 이누야마 방향의 끝에 있다. manaca 사용 가능.
- 배리어 프리 대응 설비: 휠체어 대응의 개찰, 개찰구에 슬로프가 있다.
- 화장실: 동쪽 개찰구의 바깥에 있다.
- 기타: 1985년까지는 메이지무라구치 역(현, 하구로역) 발착 열차가 당역까지 회송되었다.

### 승강장
| 번호 | 노선       | 방향 | 행선                    |
| ---- | ---------- | ---- | ----------------------- |
| 1    | ■ 고마키선 | 하행 | 이누야마 방면           |
| 2    | ■ 고마키선 | 상행 | 고마키・헤이안도리 방면 |

## 역 주변
- 역의 동쪽에는 로터리가 있고, 로터리 가운데는 주차장이 있다.
- 가쿠덴 우체국
- 시키시마 제빵 이누야마 공장
- 오가타 신사
- 가쿠덴 성터
- 역전 주차장
- 현도 177호 오가타진자 선
- 현도 176호 와카미야코난 선

## 인접역
| 나고야 철도 ■ 고마키선            | 나고야 철도 ■ 고마키선 | 나고야 철도 ■ 고마키선    |
| --------------------------------- | ---------------------- | ------------------------- |
| KM03 다가타진자마에 가미이다 방면 |                        | 하구로 KM01 이누야마 방면 |